# WCT Challenge Cup 1977 - Singolare
Il singolare del WCT Challenge Cup 1977 è stato un torneo di tennis facente parte della categoria World Championship Tennis.
Il detentore del titolo Ilie Năstase si è riconfermato battendo in finale Jimmy Connors con il punteggio di 3–6, 7–6, 6–4, 7–5.

## Tabellone

### Legenda
| - Q = Qualificato - WC = Wild card - LL = Lucky loser | - ALT = Alternate - SE = Special Exempt - PR = Protected Ranking | - w/o = Walkover - r = Ritirato - d = Squalificato |

|  | Semifinali       | Semifinali       | Semifinali       | Semifinali | Semifinali | Semifinali | Semifinali |  |  | Finale        | Finale        | Finale        | Finale | Finale | Finale | Finale |  |
|  |                  |                  |                  |            |            |            |            |  |  |               |               |               |        |        |        |        |  |
|  | Jimmy Connors    | Jimmy Connors    | Jimmy Connors    | 5          | 7          | 7          | 6          |  |  |               |               |               |        |        |        |        |  |
|  | Vitas Gerulaitis | Vitas Gerulaitis | Vitas Gerulaitis | 7          | 6          | 6          | 1          |  |  | Jimmy Connors | Jimmy Connors | Jimmy Connors | 6      | 6      | 4      | 5      |  |
|  | Manuel Orantes   | Manuel Orantes   | Manuel Orantes   | 6          | 6          | 4          | 5          |  |  | Ilie Năstase  | Ilie Năstase  | Ilie Năstase  | 3      | 7      | 6      | 7      |  |
|  | Ilie Năstase     | Ilie Năstase     | Ilie Năstase     | 3          | 7          | 6          | 7          |  |  |               |               |               |        |        |        |        |  |